# Orectochilus jaechi
Orectochilus jaechi là một loài bọ cánh cứng trong họ van Gyrinidae. Loài này được Mazzoldi miêu tả khoa học năm 1998.